# Hugo Clément
Pour les articles homonymes, voir Clément.
Hugo Clément, né le 7 octobre 1989 à Strasbourg (Bas-Rhin), est un journaliste et militant écologiste français connu pour son engagement en faveur du bien-être animal.
Il commence sa carrière sur France 2 avant de devenir une figure médiatique au sein du Petit Journal puis de Quotidien.
Après un passage chez Konbini, il rejoint à nouveau France Télévisions, où il présente notamment l'émission Sur le front consacrée à l'écologie. En 2022, il lance son propre média en ligne, Vakita, dédié aux sujets environnementaux et sociétaux.
Il est l'auteur de plusieurs ouvrages sur le bien-être animal et le végétarisme et mène régulièrement des actions pour la protection de la nature et des animaux.

## Biographie

### Origines et formation
Fils de professeurs de sociologie à l'université, né à Strasbourg et vivant à Toulouse, Hugo Clément est scolarisé au lycée Bellevue ; il y est accusé le 31 mars 2006 d'avoir agressé physiquement un intendant. Il écope d'une expulsion avec sursis malgré les protestations d'une partie du personnel qui réclame son expulsion effective.
Il poursuit, après son baccalauréat économique et social et une année de classe préparatoire au lycée Rive gauche à Toulouse, des études supérieures en sciences politiques à Sciences Po Toulouse, où il entre en 2008. C'est au cours de ses études qu'il remporte en 2009, alors qu'il est déjà pigiste pour La Dépêche du Midi ainsi que pour la rédaction régionale de 20 minutes,, le prix François Chalais des jeunes reporters (catégorie écrit),.
L'année suivante, en 2010, il intègre la 86e promotion de l'École supérieure de journalisme de Lille (ESJ Lille).

### Carrière

#### Débuts
À l'issue de ses deux années d'études à Lille, pendant lesquelles il est toujours pigiste (par exemple pour Nord Éclair, pour lequel il s'intéresse au lancement du V'Lille sur la métropole lilloise ou encore pour Slate, où il couvre l'affaire du Carlton de Lille, mais aussi pour le Midi Libre), il remporte en 2012 la bourse Jean d'Arcy, lui ouvrant un contrat de travail à France 2.

#### France 2
Devenu journaliste pour France 2, il couvre notamment en direct l'incendie de la Maison de la Radio en 2014 et la traque des auteurs de l'attentat contre Charlie Hebdo en 2015, ; il est l'envoyé spécial de la chaîne à Katmandou, lors du séisme népalais de 2015,. Il est également présent lors de l'accident ferroviaire de Brétigny-sur-Orge. Par ailleurs, il devient intervenant auprès de son ancienne école.
Il est très présent sur les réseaux sociaux (Twitter, Facebook, Instagram).

#### Le Petit Journal
À la fin de 2015, Hugo Clément quitte France 2 afin d'intégrer l'équipe du Petit Journal de Yann Barthès, afin, notamment, d'épauler Martin Weill dans ses reportages à travers le monde. Une fois au Petit Journal, il s'illustre notamment en interviewant brièvement par téléphone le général Gilbert Diendéré, à l'origine du coup d'État de 2015 au Burkina Faso. Il fait partie des premiers journalistes à être présents sur les lieux lors de la prise d'otage du Bataclan,.
Le mois suivant, lors de la visite officielle du président cubain Raúl Castro, une altercation verbale se produit à la mairie de Paris entre Hugo Clément et un membre d'une association française pro-cubaine. À la question : « Il se serait passé quoi à Cuba ? », le journaliste se voit rétorquer : « Bah, vous seriez mort ! » par un autre homme présent derrière eux, qui rit de la plaisanterie. L'échange est interprété comme une « menace de mort » par certains médias,. Une semaine après, le journaliste reçoit à nouveau des menaces de mort, mais cette fois de la part de participants à une manifestation organisée par le mouvement de droite populiste allemand Pegida à Calais, maintenue malgré une interdiction préfectorale.

#### Quotidien
En 2016, Hugo Clément suit Yann Barthès, qui quitte Le Petit Journal pour présenter Quotidien sur TMC et TF1. Il s'y illustre en épaulant Martin Weill avec Valentine Oberti lors de la couverture en direct des résultats de l'élection présidentielle américaine, puis en épinglant Nicolas Domenach lors de la visite du Premier ministre en Afrique de l'Ouest, Domenach bénéficiant de la prise en charge de ses frais de transport et d'hébergement par l'État, ce qui pourrait être interprété comme une collusion ou, tout du moins, un manque d'indépendance journalistique.
Le journaliste est également malmené au cours de certains de ses duplex : lors d'un meeting de François Fillon, il prend des coups de drapeaux de la part d'un spectateur ou, lors du premier discours de campagne de Manuel Valls, il est insulté et violemment bousculé par un militant. En marge d'un discours du candidat du parti Les Républicains (LR), sa couverture de l'affaire Fillon, tout comme celle de ses confrères, est comparée par un militant des Républicains à l'extermination des juifs pendant la Seconde Guerre mondiale par les nazis. Le 9 avril 2017, Hugo Clément affirme également sur Twitter avoir été pris à partie par un militant LR lors d'un autre meeting de François Fillon, au cours duquel l'équipe de télévision de ses confrères du Petit Journal a également été agressée.
Bangumi (qui produit Quotidien) annonce à la mi-novembre 2017 que Hugo Clément quittera l'émission lors de la dernière émission avant la pause hivernale, fin décembre. Après avoir publié plusieurs tweets controversés et posé pour une marque de vêtements (le sponsoring étant une pratique décriée dans le milieu du journalisme), il disparaît de l'émission dès la fin du mois de novembre,.

#### Konbini
A son départ de Quotidien fin 2017, Hugo Clément rejoint Konbini, où il se consacre notamment à l'actualité politique au moyen de montages vidéo. Il y reste actif jusqu'à mi-2019.

#### Militantisme pour le bien-être animal

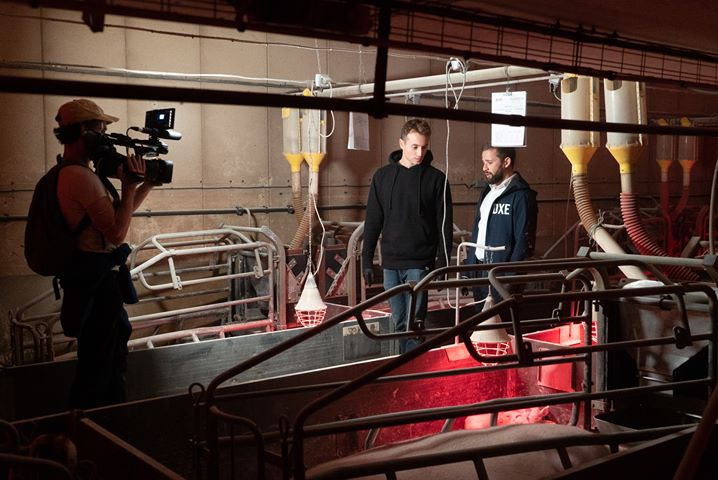
Hugo Clément et William Burkhardt en tournage dans un élevage intensif de cochons, dans l'Ain, en octobre 2019.

En décembre 2018, en collaboration avec l'association L214, il présente une vidéo tournée dans un abattoir qui tue des chevaux de courses une fois leur carrière hippique terminée, notamment Pariflash, un trotteur connu ayant gagné plus de 170 000 € en courses. En février 2022, le site d'information Arrêt sur images révèle que cette enquête relève d'un « partenariat » entre Konbini, média pour lequel travaille alors Hugo Clément, et L214, sans le mentionner aux internautes. Des contenus sont ainsi produits par Konbini, sur la base de vidéos et de textes directement fournis par L214. Selon l'enquête d'Arrêt sur images, « un document récapitulatif détaille le plan de communication de l'association sur cette "enquête chevaux". Il révèle que la vidéo de Konbini est montée à partir de séquences présélectionnées par L214, avec un angle correspondant très exactement à ce que souhaitait mettre en avant l'association, qui demande à voir la vidéo avant mise en ligne ». La direction de Konbini indique ne pas avoir eu connaissance de cette collaboration étroite avec L214 organisée par Hugo Clément.
En novembre 2019, il lance une cagnotte auprès de ses followers sur Instagram et permet de récolter en 24 heures les 150 000 € qu'il manquait à l'ASPAS pour acheter un ancien terrain de chasse de 500 hectares et le transformer en réserve naturelle et ainsi créer la Réserve de vie sauvage du Vercors, pour la protection des animaux sauvages et de la nature.
En décembre 2019, il invite ses abonnés sur les réseaux sociaux à aider avec leurs dons l'association Rewild à racheter le zoo de Pont-Scorff, afin de libérer tous les animaux y étant détenus en captivité. Le collectif d'associations Rewild parvenait ainsi à rassembler 740 000 euros. Néanmoins, un peu plus d'un an plus tard, les repreneurs s'affrontent devant les prétoires, tandis que l'argent des donateurs s'est évaporé. Aucun animal n'a été relâché dans la nature et la société est liquidée fin mars 2021 par le tribunal de commerce de Lorient,. Le parc animalier du Morbihan rouvre finalement ses portes en 2022 avec un nouveau propriétaire.
En juillet 2022, Clément reçoit plusieurs messages de haine et de mort pour avoir pris position contre le sacrifice animal lors de l'aïd el-Adha, pratique qui fait polémique en France.

#### Enquête sur selfies et tourisme durable
En mai 2024, il expose sur France 5, une « face cachée » du tourisme « beaucoup moins idyllique qu’il n’y paraît » en enquêtant sur les visiteurs ayant pour seule « idée en tête » de publier leur image sur un lieu célèbre sur les réseaux sociaux, comme à Bali où il « lève le voile sur des montagnes de déchets derrière les hôtels ». Il suit ceux qui « se battent pour protéger un environnement en souffrance » et évoque des solutions possibles, « en régulant l’afflux des touristes, comme à Crozon, où certaines plages sont interdites » ou en proposant aux touristes des « façons de voyager différemment ».

#### Enquête sur le terminal charbonnier d'Abbot Point
Le 22 juillet 2019, en tournage pour France 2, Hugo Clément et son équipe sont interpellés par la police australienne pour une intrusion dans le terminal charbonnier d'Abbot Point. Remis en liberté, ils sont dans un premier temps poursuivis par la police australienne et tenus de comparaître début septembre devant un tribunal du Queensland, avant que les charges ne soient finalement abandonnées.

#### Enquête sur la vidéo d'un influenceur
Le 22 janvier 2021, Hugo Clément révèle sur Twitter l'aspect mercantile d'une vidéo publiée par un influenceur et présentée comme un reportage. Cette vidéo, qui défend l'utilisation du Bonalan, un herbicide utilisé sur les cultures d'endives, de chicorées et de haricots, est en fait le résultat d'un partenariat rémunéré avec l'agence de communication The Louise Company. À la suite de ces révélations, l'agence reconnait que cette campagne avait été commanditée par deux firmes agrochimiques commercialisant le Bonalan : Gowan et Finchimica.

#### France Télévisions
Le 19 mai 2019, il est annoncé que Hugo Clément va revenir en septembre 2019 sur France 2 – où il a travaillé cinq ans auparavant. Il y sera chargé de préparer quatre soirées documentaires, intitulées Sur le front, ayant pour thématique l'environnement. Par ailleurs, il interviendra sur le site France.tv avec des sujets hebdomadaires consacrés à l'environnement.
Hugo Clément réalise des reportages pour France 5,,.
À partir de février 2024, il présente sur France 2, l'émission Nos grandes décisions. Elle cherche à « éclairer ces sujets de société qui nous concernent tous, en aidant des femmes et des hommes à prendre leur grande décision. ». L'émission ne rencontre pas le succès espéré par les producteurs. Fin février 2024, l'émission plafonnait à 375.000 téléspectateurs, soit 4% du public et moins de 1% de la cible phare, celle des ménagères de moins de 50 ans,.
Il présente l'émission Sur le front pour parler d'écologie.
Le 10 juin 2025, à l'occasion de la troisième Conférence des Nations unies sur l'océan à Nice, il coprésente avec Léa Salamé en direct sur France 2 l'émission Urgence océan : un sommet pour tout changer où il reçoit notamment Emmanuel Macron, Thomas Pesquet ou encore Paul Watson afin de parler des décisions prises lors de ce sommet. C'est la première fois dans l'histoire de la télévision qu'une interview présidentielle n'est consacrée qu'au thème de la protection de l'environnement, et plus particulièrement à la protection des fonds marins.

#### France Inter
Depuis 2022, il participe à l'émission En toute subjectivité sur France Inter. Il y dénonce des problèmes en rapport à l'écologie.

#### Vakita
Le 9 novembre 2022, Hugo Clément lance le média en ligne Vakita avec une ligne éditoriale autour des sujets environnementaux et sociétaux, avec son associé Régis Lamanna-Rodatet,,. Le média est uniquement en ligne.

#### Ocean Fest
En 2022, il crée le festival Ocean Fest, festival mêlant musique et sensibilisation environnementale a également vocation à lever des fonds pour des ONG œuvrant pour la protection des océans et des animaux,,.

### Vie privée
Le 5 juin 2018, le Daily Mail affirme que l'actrice Asia Argento entretiendrait une liaison avec Hugo Clément. Le chef cuisinier Anthony Bourdain, compagnon de celle-ci, se suicide quelques jours après la révélation de ces images. Rose McGowan défend l'actrice en disant qu'ils étaient un couple libre,.
Depuis juin 2018, il est en couple avec Alexandra Rosenfeld, Miss France 2006, rencontrée sur l'émission Fort Boyard. Elle donne naissance le 3 janvier 2020 à une fille prénommée Jim.

## Publication
En collaboration avec Vincent Ravalec, il sort un livre intitulé Le théorème du Vaquita.

## Prises de positions

### Végétarisme
En février 2019, son livre intitulé Comment j'ai arrêté de manger les animaux sort aux éditions du Seuil ; il y raconte son végétarisme.

### Élevage intensif
En février 2024, il expose avec Nagui des cadavres de poulets sur l’esplanade du Trocadéro à Paris, pour dénoncer les pratiques d’élevage intensif,.

### Paul Watson
En juillet 2024, il signe une pétition en ligne pour la libération de Paul Watson, fondateur de l’ONG Sea Shepherd, arrêté par la police danoise au Groenland à la suite d'une notice rouge d'Interpol datant de 2012,,,,.

## Controverses

### Élections régionales de 2015
Une polémique éclate après les élections régionales françaises de 2015, à l'issue desquelles le ministre de la Défense Jean-Yves Le Drian cumule sa fonction ministérielle et sa présidence du conseil régional de Bretagne, alors qu'il avait publiquement promis de ne pas cumuler ses fonctions politiques.
Hugo Clément est envoyé questionner le ministre sur ce sujet, mais sans jamais obtenir de réponse. Jean-Yves Le Drian accuse le journaliste d'avoir filmé son domicile et d'avoir, par ce fait, compromis sa sécurité ainsi que celle de sa famille. Jean-Yves Le Drian déclare publiquement : « Le Petit Journal a franchi la ligne jaune. »,,. Le ministre menace également de faire saisir les rushes tournés à cette occasion. Le journaliste répond en se défendant des accusations du ministre, précisant qu'il n'a pas filmé le domicile, mais seulement les militaires postés devant celui-ci, et dans le cadre du plan Vigipirate — après leur avoir montré sa carte de presse,. Il précise que si des images d'une autre nature avaient été tournées, elles n'auraient pas été diffusées,. Cette polémique fait réagir certains médias, mettant en parallèle les menaces du ministre et la liberté de la presse, celle-ci ayant échappé de peu à un encadrement plus strict, dans le cadre de l'état d'urgence en France.

### Fausse information relative au caillassage du convoi d'Emmanuel Macron au Burkina Faso
Le 19 novembre 2017, il annonce via Twitter que le convoi de la délégation transportant Emmanuel Macron alors en déplacement au Burkina Faso a été caillassé par une centaine d'individus. L'information se révèle fausse, il supprime son tweet et présente des excuses dans la foulée.

### Accusations de harcèlement à l'encontre de la journaliste Nassira El Moaddem
Début décembre 2017, la journaliste Nassira El Moaddem accuse Hugo Clément et Martin Weill de lui avoir fait un canular, qu'elle qualifie de « harcèlement », et de lui avoir, par l'intermédiaire d'un groupe, attribué le surnom de « Saddam » qu'elle juge « raciste », à l'époque où ils étaient étudiants ensemble, en 2012, à l'école de journalisme de Lille,. Un responsable de la direction de l'école, contacté par Libération, ainsi que l'ancien directeur de l'époque, Marc Capelle,,, confirment les faits même si aucune sanction n'avait alors été prise.

### Participation au «Grand débat des valeurs» deValeurs actuelles
En avril 2023, Hugo Clément participe au « Grand débat des valeurs » de l'hebdomadaire d'extrême droite Valeurs actuelles, dans une discussion avec le président du Rassemblement national (RN) Jordan Bardella. Lors du débat, Hugo Clément alerte sur l'« immigration massive que provoquera le réchauffement climatique ». Jordan Bardella conclut le débat en appelant à « moins de Sandrine Rousseau et un peu plus d'Hugo Clément ».
Selon Le Parisien, Hugo Clément est largement critiqué par la gauche et les écologistes après sa participation à ce débat. La députée France insoumise Nadège Abomangoli l'accuse de faire de l'écofascisme et le député Europe Écologie Les Verts Aurélien Taché lui reproche de servir de caution écologiste à l'extrême droite. Par la suite, le journaliste se justifie de sa participation à cet événement en estimant qu'il n'est pas « envisageable » pour les écologistes de ne pas s'adresser à l'électorat du RN étant donné son poids, et dit avoir conditionné sa participation à l'événement à un don de Valeurs actuelles auprès d'une association de défense des animaux. Il dénonce un « sectarisme » de la part d'une partie de la gauche qui d'après lui « conduit à ne parler qu'entre gens déjà convaincus, et à considérer les autres comme des ennemis ».

### Liens d'intérêts
Parmi les personnes ayant participé au financement de son média Vakita se trouve le groupe Artémis fondé par François Pinault mais aussi Mediawan (dont les fondateurs sont Pierre-Antoine Capton, Xavier Niel et Matthieu Pigasse).
Dans une interview pour L'Informé, Hugo Clément indique que « Xavier, Marc (NDLR : Simoncini) ou Jacques-Antoine, utilisent peut-être parfois des avions privés, c’est leur choix, mais ils mettent leurs réseaux, leur notoriété et leurs moyens financiers au service de nombreux combats environnementaux [...] Alors oui, ils ne sont pas exemplaires. Je ne le suis pas non plus. Mais ils changent, et s’engagent, alors qu’ils pourraient décider de ne rien faire. ».

### Vision du journalisme
Dans un article, publié début janvier 2018, Quentin Girard, journaliste à Libération, juge que sa « propension à croire qu'il réinvente le journalisme, à s'indigner tous les quatre matins en ligne et à donner des leçons en tartuffe moraliste en agace vite plus d'un » ; il ajoute : « chez Bangumi, il était surnommé “Ego Clément”. » Après ce portrait au vitriol, d'anciens collègues de Hugo Clément à Quotidien prennent sa défense, accusant l'auteur de l'article d'avoir fait « un portrait à charge », et indiquent avoir refusé de participer à un « portrait aussi violemment orienté » qui fait penser à un règlement de comptes personnel,,.
La même année, deux tweets reprochent à Hugo Clément « son manque d’originalité dans ses choix de sujets et d’interlocuteurs pour deux reportages qu’il a réalisés pour Konbini News », ce à quoi il répond que « plusieurs médias avaient déjà couvert le même sujet » et que le sujet avait été « multi-traité par la presse internationale avec ces intervenants là, tous légitimes à intervenir et centraux dans le débat. »
Le 29 août 2022 sur RTL, la journaliste Isabelle Morini-Bosc dit de Hugo Clément, à propos d'un de ses reportages : « le seul bémol, c'est lui », faisant référence à l'ego démesuré du journaliste.
D'après une étude consacrée à la couverture médiatique de la famine au Yémen, Hugo Clément « use des mécanismes dramaturgiques d’une surexposition de soi et de la gravité de la situation : en se mettant en scène pour exposer à la face du monde ce que les médias passeraient sous silence, par le traitement larmoyant et simpliste – et surtout exagéré – d’une situation de malnutrition, par une accumulation d’images d’enfants malnutris et de récits poignants de civils meurtris par la guerre, plongeant le regard du spectateur dans ceux des victimes. ».

### Willy Schraen
En juin 2024, il est poursuivi pour diffamation par Willy Schraen, président de la Fédération nationale des chasseurs. Hugo Clément l'avait traité de « mafieux brandissant la menace de la guerre civile pour empêcher toute régulation de son activité ».

### Laurent Duplomb
En février 2025, il accuse le sénateur Laurent Duplomb de vouloir réautoriser l'usage de l'acétamipride en France. Le sénateur a déclaré par la suite : « M. Clément s'appuie sur un rapport de l'ANSES qui traite d'un produit biocide, à base d'acétamipride... pour traiter le bois contre les termites ! ».

### Documentaire sur les glaciers
Plusieurs glaciologues reprochent à Hugo Clément d'avoir « déformé » pour « passer un message que l’on pourrait qualifier de “complotiste” » des informations que le journaliste a diffusé dans son documentaire Sur le front et dans une chronique sur la fonte des glaciers.

### Documentaire sur la pêche
Dans un documentaire de la série Sur le front, il interviewe le scientifique travaillant au CNRS Dirk Schmeller à propos des espèces invasives, notamment la truite arc-en-ciel. Le CNRS a désavoué le reportage en le traitant de « simulacre d'investigation ».

### Industrie du carton
Le 16 septembre 2024, il sort un documentaire de la série Sur le front sur l'industrie du carton,.

Le documentaire est désavoué par différents acteurs de la filière,. Force ouvrière construction déclare dans un communiqué :
Le fil rouge de l’émission porte sur le sac en papier à propos desquels la rédaction s’interroge : « sont-ils bien fabriqués en matière recyclée ? » [...] Cette question posée par l’émission est donc un procédé bien étonnant, qui consiste à inventer un présupposé qui n’a jamais été revendiqué par la profession, pour prétendre mettre à jour une réalité qui n’a jamais été dissimulée. A plus forte raison, l’émission s’abstient de signaler au consommateur que le cas qu’elle a choisi représente moins de 3% des emballages en papier carton, et n’est en rien représentatif des tonnages prépondérants de la filière qui, eux, sont à plus de 90% produits en carton recyclé.

### Projet Rewild
En décembre 2019, Hugo Clément lance un appel aux dons. L'objectif est de racheter le zoo des Terres de Nataé pour le remplacer par un projet de réansauvagement. L'appel permet de collecter 700 000 euros en moins d’une semaine,. Après quelques mois de gestion, les services de l'État relèvent des manquements, notamment un manque de certification. En septembre 2020, le préfet du Morbihan signe une mise en demeure et suspend l’ouverture au public. Le parc est finalement mis en liquidation,.

## Émissions de télévision et de radio

### Animateur

#### France 2 (depuis 2019)
- 2019-2020 : Sur le front
- 2022 : Aux arbres citoyens, coprésenté avec Léa Salamé
- 2023 : Les Super-pouvoirs de l'océan, coprésenté avec Léa Salamé
- 2024 : Nos grandes décisions
- 2025 : Urgence océan : un sommet pour tout changer

#### France 5 (depuis 2021)
- Depuis 2021 : Sur le front

### Chroniqueur
- 2015 - 2016 : Le Petit Journal sur Canal +, présentée par Yann Barthès
- 2016 - 2017 : Quotidien sur TMC, présentée par Yann Barthès
- Depuis 2022 : En toute subjectivité sur France Inter

### Candidat
- 2018 et 2020 : Fort Boyard sur France 2

## Ouvrages
- Comment j'ai arrêté de manger les animaux, Paris, éditions du Seuil, 21 février 2019, 192 p. (ISBN 978-2-02-141759-3)[135]
- Journal de guerre écologique, Paris, éditions Fayard, septembre 2020, 208 p. (ISBN 978-2-213-71703-6) ; Le Livre de poche, novembre 2021
- Les lapins ne mangent pas de carottes, Paris, éditions Fayard, septembre 2022, 224 p. (ISBN 978-2-213-71712-8, présentation en ligne)
- Hugo Clément et Vincent Ravalec, Le Théorème du Vaquita, Fayard Graffik, 2023